# Isla Grande (Corales del Rosario)
Isla Grande es la isla que pertenece al país suramericano de Colombia, como su nombre lo indica es la de mayor extensión en el archipiélago colombiano de Corales del Rosario. Es parte administrativamente del departamento de Bolívar frente a las costas del Mar Caribe o Mar de las antillas, en las coordenadas geográficas 10°10′55″N 75°44′06″O / 10.18194, -75.73500 con isla Barracuda al este, Isla Marina al oeste, el Bajo Luis Guerra al suroeste y el Canal de Boca Grande al sureste. Posee una superficie aproximada de 200 hectáreas y una vegetación de manglares y bosques secos.